# 黎世蘅
黎世蘅（1897年—1977年），中国教育家。
日本京都大学经济系毕业，历任中法大学经济系主任（校长蔡元培）、中华民国议政委员会秘书长（1937年）、教育部次长（1939年）、北京师范大学校长（1941年）。1977年卒于北京，享年80岁。 